# Ronald Ludington
Ronald Edmund "Ron" Ludington, född 4 september 1934 i Boston, Massachusetts, död 14 maj 2020 i Newark, Delaware, var en amerikansk konståkare.
Ludington blev olympisk bronsmedaljör i konståkning vid vinterspelen 1960 i Squaw Valley.